# Perché non l'hanno chiesto a Evans?
Perché non l'hanno chiesto a Evans? (titolo originale: Why Didn't They Ask Evans?; negli USA uscì nel 1935 col titolo The Boomerang Clue) è un romanzo poliziesco di Agatha Christie pubblicato nel 1934. È uno dei suoi romanzi che non hanno come protagonisti uno dei classici personaggi creati dalla scrittrice - come Hercule Poirot, Miss Marple, Tommy e Tuppence, o Parker Pyne - ma investigatori dilettanti, dentro un racconto che riserva al lettore pagine vivaci piene di avventure e d'azione. Ambientato tra il Galles e lo Hampshire, i due protagonisti si impegnano a risolvere il mistero che si cela dietro le ultime parole pronunciate da un uomo morente, che danno il titolo al libro.

## Trama
Mentre Bobby Jones, quarto figlio del vicario di Marchbolt, sta giocando a golf nel suo villaggio in Galles, s'imbatte in un uomo in fin di vita, caduto da un vicino strapiombo. Bobby rimane con lui, il suo compagno di gara va a cercare aiuto. Dopo aver mormorato le sue ultime parole: «Perché non l'hanno chiesto a Evans?», l'uomo muore. Bobby trova accidentalmente nella tasca dell'uomo una foto che rappresenta una donna, e la mette a posto. Poiché ha fretta, affida la custodia del cadavere a un uomo di passaggio, tale Roger Bassington-ffrench.
Dalla foto che la polizia trova nella tasca dell'uomo, si risale alla sua identità: è Alexander Pritchard, e ciò è confermato dalla donna ritratta nella suddetta foto, che altro non è che la sorella, Amelia Cayman. Dopo l'inchiesta, che appare come una pura formalità, Bobby informa i Cayman delle ultime parole dell'uomo.
Pochi giorni dopo, Bobby viene avvelenato: mentre schiacciava un pisolino all'aperto, qualcuno gli aveva messo un'alta dose di morfina nella birra. Ma, quasi per miracolo, Bobby se la cava. Ricoverato in ospedale, scopre che la foto trovata dalla polizia nella tasca di Pritchard (e pubblicata dalla stampa locale) non corrispondeva affatto a quella che lui aveva trovato ed essendo ormai convinto che il tentato omicidio sia legato alla morte dell'uomo, decide d'investigare insieme alla sua amica Lady Frances Derwent, detta "Frankie".
Frankie decide di fingere un incidente automobilistico per farsi ospitare d'urgenza nella casa in cui Roger Bassington-ffrench (il loro principale indiziato, poiché era l'unico che poteva aver sostituito la foto) abita con il fratello Henry, la cognata Sylvia e il nipotino Tommy. La prima cosa che la giovane scopre è che Henry è dipendente dalla morfina e che Roger progetta di farlo ricoverare in una clinica vicina, gestita da uno psichiatra canadese il dottor Jasper Nicholson. Poi Frankie viene a sapere che quello che la polizia credeva essere Pritchard molto probabilmente è, in realtà, Alan Carstairs.
Frankie, che ormai si fa credere guarita dalla (mai esistita) commozione cerebrale, rimane ospite dei Bassington-ffrench. Mentre lei e Bobby, che ora si finge il suo autista, investigano sul passato di Carstairs, si fa strada il sospetto che il vero colpevole sia Nicholson: questa ipotesi è supportata dalle parole della moglie Moira, secondo la quale suo marito ha in progetto di ucciderla. Bobby e Frankie sono così certi di questa pista che decidono di svelare tutto sia a Moira che a Roger.
Poco tempo dopo Henry si uccide (o, più correttamente, sembra che si sia ucciso) e Moira pare essersene andata via per qualche giorno da casa Nicholson. Frankie continua a investigare su Carstairs, che era molto interessato alla morte del suo ricco amico John Savage, suicidatosi perché credeva di avere un tumore. Il suo testamento prevedeva che i suoi beni fossero spartiti fra la signora Templeton, che lo ospitava, e alcuni enti di beneficenza. Il testamento era stato firmato in presenza di testimoni (la cuoca e il giardiniere di casa Templeton, più il notaio), per cui non c'era nulla di sospetto.
Bobby e Frankie, in due modi diversi, vengono tramortiti, portati nella casa della signora Templeton e legati. Una volta svegli, scoprono che il loro rapitore è Roger Bassington-ffrench. A salvarli è - inaspettatamente - un amico di Bobby, accorso perché insospettito dai movimenti dei due giovani. Dopo aver legato Roger, esplorano la casa. Vi trovano Moira, drogata mediante morfina. Subito dopo scoprono che Roger è fuggito.
È ormai chiaro che nella questione è implicato il testamento di Savage. Riflettendo sui testimoni scelti, ai due viene in mente una domanda. Perché - si chiedono - hanno chiesto al giardiniere, che si trovava fuori casa, di fare da testimone, e non l'hanno chiesto alla cameriera, che invece si trova più spesso dentro? Quando scoprono che la cameriera, da signorina, si chiamava Evans, comprendono tutto: Roger si è finto Savage ed ha scritto lui il testamento, recitando la sua parte dinnanzi a persone che non lo vedevano spesso (il giardiniere lavora fuori casa, la cuoca in cucina, mentre la cameriera è più spesso a contatto con i padroni) e che quindi non si sarebbero accorti che si trattava di un'altra persona. Carstairs è stato ucciso proprio perché stava investigando su questo caso. Non resta che trovare la signorina Evans. Adesso è diventata la signora Roberts e lavora... al vicariato di Marchbolt. Per questo Carstairs si trovava lì nel momento in cui è stato assassinato da Bassington-ffrench.
Frankie e Bobby prendono un aerotaxi per raggiungere, prima possibile, Marchbolt. All'ingresso del vicariato incontrano Moira, che li porta in un bar con la scusa di dover dire a loro qualcosa d'importante. Lì cerca di distrarli per avvelenare il loro caffè, ma Frankie non si lascia ingannare e svela che Moira Nicholson e la signora Templeton sono la stessa persona.
Il romanzo si conclude con una lettera che Roger ha spedito a Frankie dal Sudamerica, dove è fuggito, lasciando sola Moira ad affrontare il processo.

## Personaggi
- Bobby Jones, quarto figlio del vicario di Marchbolt
- Lady Frances Derwent (Frankie), amica di Bobby Jones
- Badger Beadon, balbuziente e sfortunato amico di Bobby
- Henry Bassington-ffrench, giudice di pace
- Roger Bassington-ffrench, fratello di Henry
- Sylvia Bassington-ffrench, moglie americana di Henry
- Jasper Nicholson, dottore canadese
- Moira Nicholson, moglie di Jasper
- Amelia Cayman, sorella di Alexander Pritchard

## Adattamenti televisivi
- Dal romanzo è stato tratto uno sceneggiato omonimo sia nel titolo originale sia in quello italiano nel 1980, diretto da John Davies e Tony Wharmby e interpretato da Francesca Annis, James Warwick e John Gielgud, trasmesso in Italia dal dicembre 1981 al gennaio 1982 in quattro puntate su Rai 2.
- Un'ulteriore riduzione televisiva è stata prodotta nel 2008, tuttavia in questa versione è inserito il personaggio di Miss Marple e l'intreccio appare notevolmente modificato: Miss Marple: Perché non l'hanno chiesto a Evans? (Marple: Why Didn't They Ask Evans?), diretto da Nicholas Renton, con Julia McKenzie nel ruolo della Marple. In entrambi i casi, si tratta di produzioni britanniche.
- Il nuovo adattamento in quattro puntate, prodotto, sceneggiato e diretto da Hugh Laurie (anche nel ruolo del dottor James Nicholson), annovera nel cast altri noti attori britannici come Will Poulter, Lucy Boynton, Emma Thompson e Jim Broadbent,[2]. Il primo episodio è stato distribuito il 12 aprile 2022 su BritBox.[3] In Italia la miniserie è stata trasmessa il 25 giugno 2022 su Sky Investigation.[4]
- Ispirato al romanzo in questione è anche l'episodio 4 della seconda stagione della serie televisiva francese Little Murders by Agatha Christie, intitolato "Pourquoi non Martin?" (Prima TV France 2: 27/12/13).

## Edizioni italiane
- Ritratto di ignota, traduzione di Alberto Tedeschi, Collana Gialli economici n.167 bis, Milano, Arnoldo Mondadori Editore, 1940.[1]
- Perché non l'hanno chiesto a Evans?, traduzione di Diana Fonticoli, Prefazione e postfazione di Anna Luisa Zazo, Collana Oscar n.1439, Milano, Mondadori, 1981.